# Gútios
Os gútios (em sumério: 𒄖𒌅𒌝𒆠 ou 𒄖𒋾𒌝𒆠; romaniz.: Gu-tu-um ou Gu-ti-um) foram um povo antigo da Mesopotâmia que eram provenientes do leste, dos montes Zagros, e sua terra era Gutium. Um império efêmero que sucedeu a um período de descentralização e de domínio de estrangeiros. Foi a terceira dinastia de Ur e existiu entre 2 112 e 2 004 a.C. Marcou o período pelo controle econômico. A princípio abrangeu toda a Mesopotâmia e um pouco além dela mas desintegrou-se cedo.

## História

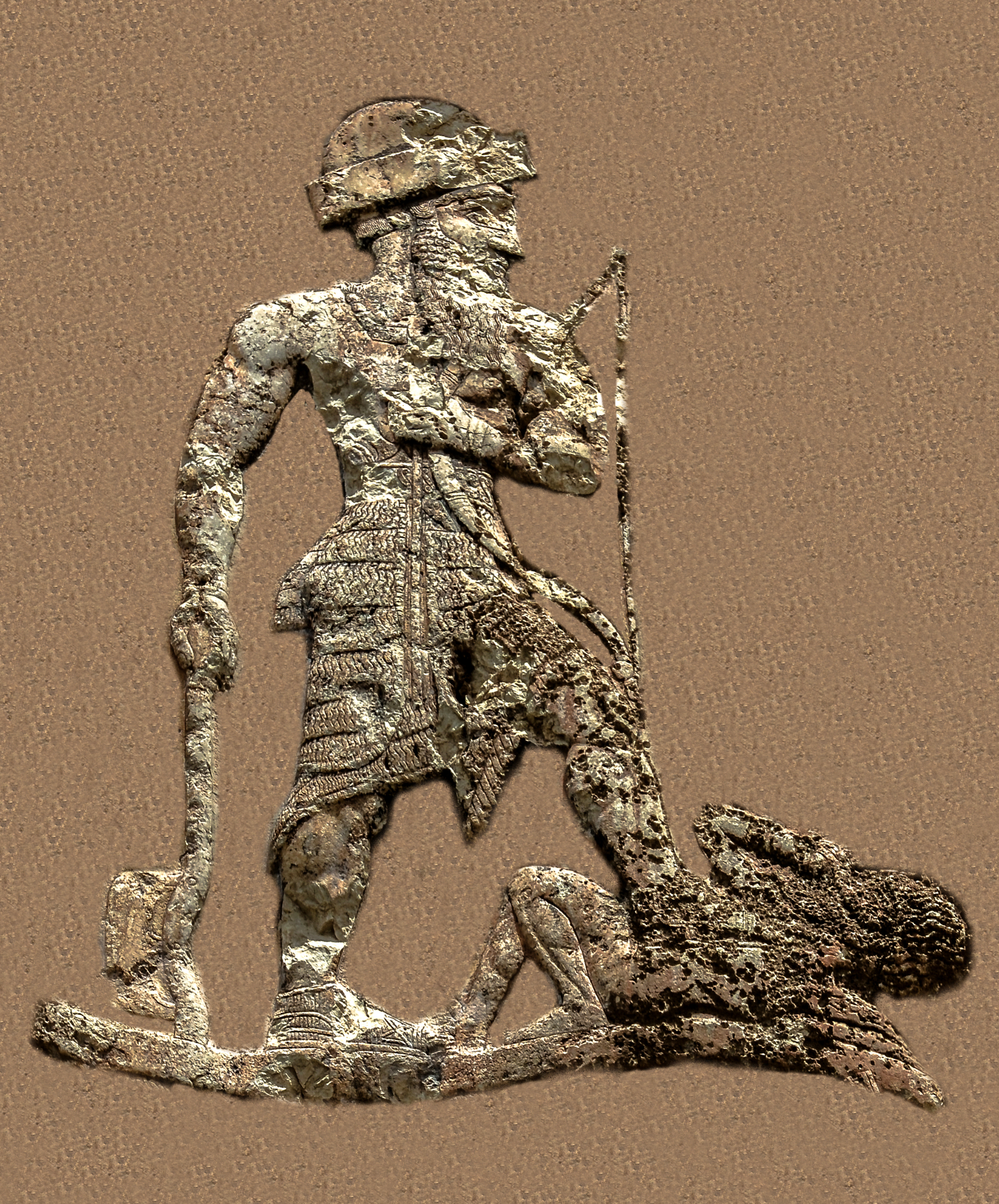
Rei Anubanini de Lulubi, segurando um machado e um arco, pisoteando um inimigo. Relevo rochoso de Anubanini, por volta de -. Sar-e Pol, Irã. Os gútios "eram vizinhos próximos, dificilmente distinguíveis" dos lulúbios.

Os gútios aparecem em textos de cópias da Antiga Babilônia de inscrições atribuídas a Lugalanemundu (fl. c. século XXV a.C.) de Adabe como uma das nações que prestam homenagem ao seu império. Essas inscrições as localizam entre Subartu, no norte, e Marasi e Elão, no sul. Eles eram uma tribo nômade proeminente que vivia nas montanhas Zagros na época do Império Acádio.
Sargão, o Grande (r. 2340–2284 a.C.) também os menciona entre suas terras súditas, listando-os entre as terras dos lulúbios, armânios e acádios ao norte; Nicu e Der ao sul. De acordo com a estela de Narã-Sim, o exército da Acádia de 360.000 soldados derrotou o rei gútio Gulaã, apesar de ter 90.000 mortos pelos gútios. A épica Lenda Cuteana de Narã-Sim reivindica Gutium entre as terras invadidas por Anubanini de Lulubi durante o reinado de Narã-Sim (r. 2254–2218 a.C.).
Os gútios possuiam uma forte força política ao longo dos terceiro e segundo milênio a.C., principalmente quando derrubaram o Império Acádio, governado possivelmente por Sarcalisarri (r. 2217–2193 a.C.), por volta de 2 230 a.C. ou 2 150 a.C..

### Dinastia gútia

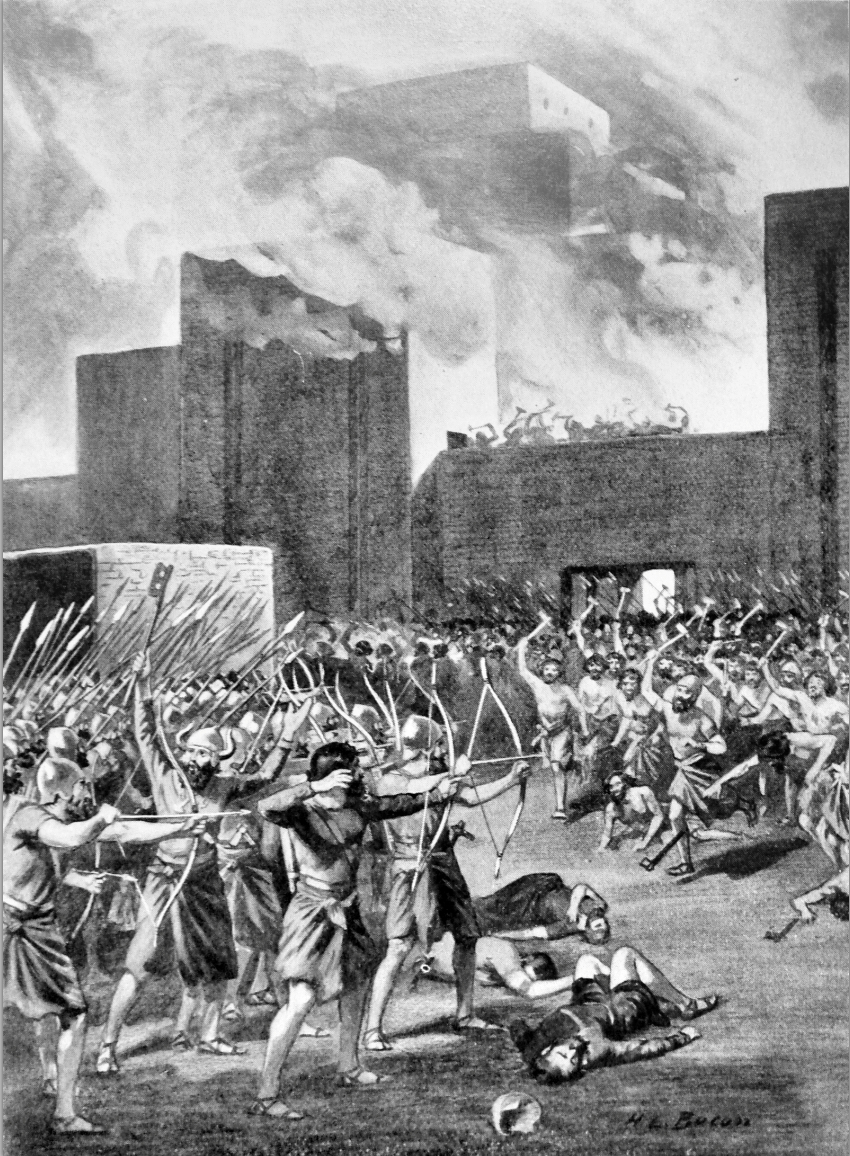
Os gútios atacando uma cidade babilônica (possivelmente a Acádia), enquanto os acádios recuam. Ilustração de H. L. Bacon, no século XIX.

À medida que os acádios entraram em declínio, os gútios começaram uma campanha, décadas de ataques e ataques contra a Mesopotâmia. Seus ataques prejudicaram a economia da Suméria. Viajar se tornou inseguro, assim como o trabalho no campo, resultando em fome. Os gútios acabaram invadindo Acádia e, como nos diz a Lista de Reis, seu exército também subjugou Uruque pela hegemonia da Suméria, por volta de 2 147-2 050 a.C.. No entanto, parece que governantes autônomos logo surgiram novamente em várias cidades-estado, notadamente em Gudea de Lagas.
Os gútios também parecem ter invadido Elão brevemente por volta da mesma época, no final do reinado de Cutique-Insusinaque (c. 2 100 a.C.). Em uma estátua do rei gútio Eridupizir em Nipur, uma inscrição imita seus predecessores acádios, denominando-o "Rei de Gutium, Rei dos Quatro Quartos".
A dinastia gútia terminou por volta de 2 130 a.C. quando Utuegal (r. 2116–2110 a.C.) de Uruque derrotou Tirigã, o último rei dos gútios. Embora os gútios, de sua casa nos Zagros, continuassem a ameaçar as dinastias e reinos subsequentes, eles nunca mais foram capazes de assumir o controle do sul da Mesopotâmia.

### Posteriormente
Os gútios foram atribuídos posteriormente por muitos estudiosos como os curdos, cujo povo habita no leste da Turquia.